# Campeonato Europeo de Patinaje Artístico sobre Hielo de 1960
El LI Campeonato Europeo de Patinaje Artístico sobre Hielo se realizó en Garmisch-Partenkirchen (Alemania Occidental) en febrero de 1960. Fue organizado por la Unión Internacional de Patinaje sobre Hielo (ISU) y la Unión Alemana de Patinaje sobre Hielo.

## Resultados

### Masculino
| Puesto | Nombre                | País                | Puntos |
| ------ | --------------------- | ------------------- | ------ |
| Oro    | Alain Giletti         | Francia             |        |
| Plata  | Norbert Felsinger     | Austria             |        |
| Bronce | Manfred Schnelldorfer | Alemania Occidental |        |

### Femenino
| Puesto | Nombre           | País         | Puntos |
| ------ | ---------------- | ------------ | ------ |
| Oro    | Sjoukje Dijkstra | Países Bajos |        |
| Plata  | Regine Heitzer   | Austria      |        |
| Bronce | Joan Haanappel   | Países Bajos |        |

### Parejas
| Puesto | Nombre                              | País                | Puntos |
| ------ | ----------------------------------- | ------------------- | ------ |
| Oro    | Marika Kilius / Hans-Jürgen Bäumler | Alemania Occidental |        |
| Plata  | Nina Zhuk / Stanislav Zhuk          | Unión Soviética     |        |
| Bronce | Margret Göbl / Franz Ningel         | Alemania Occidental |        |

### Danza en hielo
| Puesto | Nombre                             | País        | Puntos |
| ------ | ---------------------------------- | ----------- | ------ |
| Oro    | Doreen Denny / Courtney Jones      | Reino Unido |        |
| Plata  | Christiane Guhel / Jean-Paul Guhel | Francia     |        |
| Bronce | Mary Parry / Roy Mason             | Reino Unido |        |

## Medallero
| Núm. | País                | Oro | Plata | Bronce | Total |
| ---- | ------------------- | --- | ----- | ------ | ----- |
| 1    | Francia             | 1   | 1     | 0      | 2     |
| 2    | Alemania Occidental | 1   | 0     | 2      | 3     |
| 3    | Países Bajos        | 1   | 0     | 1      | 2     |
| 3    | Reino Unido         | 1   | 0     | 1      | 2     |
| 5    | Austria             | 0   | 2     | 0      | 2     |
| 6    | Unión Soviética     | 0   | 1     | 0      | 1     |
|      | TOTAL               | 4   | 4     | 4      | 12    |